# Rancho Dadanawa
O rancho Dadanawa está localizado no rio Rupununi, na savana de Rupununi, na região de  Alto Tacutu-Alto Essequibo, na Guiana . É a maior  e uma das fazendas de gado mais isoladas da Guiana.

## Localização
O rancho Dadanawa é uma das fazendas mais remotas do mundo, contendo cerca de 6.000 cabeças de gado. Diz-se que a área do rancho é de 4 400 km2 . Ele está localizado no rio Rupununi nas savanas do sul de Rupununi, na região do Alto Tacutu-Alto Essequibo da Guiana. O habitat da área é diverso, "variando de mata ciliar / matagal ao longo do rio Rupununi a savana com poucas árvores dispersas".
O meio preferido de viagem para Dadanawa é de jipe. Leva cerca de 3,5 horas para dirigir de Lethem a Dadanawa na estação seca e até três dias na estação chuvosa. Os turistas geralmente ficam em Dadanawa e usam o rancho como base para novas viagens pelo sul de Rupununi.

## História
O nome "Dadanawa" é uma distorção do nome indígena Wapishana local de Dadinauwau, ou "morro do riacho do espírito da arara ".
Dadanawa começou como um entreposto comercial por um homem chamado DeRooie por volta de 1865 e foi vendido com 300 cabeças de gado no final da década de 1880 para HPC Melville, um garimpeiro de Barbados que se viu perdido e quase morto de malária na área. vários anos antes. A fazenda foi vendida a investidores e estabelecida como Rupununi Development Company em 1919.

## Trabalhadores
Os vaqueiros da fazenda são chamados de vaqueiros  , a maioria dos quais são índios uapixana que trabalham descalços e são responsáveis pelo manejo do gado da fazenda. A fazenda mantém mais de 40 pessoas no complexo principal, incluindo as famílias diretas e estendidas do gerente e funcionários, algumas das quais se estendem por três gerações.
A fazenda agora é administrada por Duane de Freitas, sua esposa Sandie e seu filho Justin junto com sua parceira irlandesa, Erin Earl. Eles dirigem um negócio de ecoturismo na fazenda e visitantes de todo o mundo vêm para observar pássaros ou fazer passeios fluviais nas savanas e na floresta amazônica. Duane e Justin criaram a Rupununi Conservation Society para proteger os pintassilgos altamente ameaçados e outras espécies de pássaros e tartarugas de rio.

## Harry E Turner
Harry E Turner era um ex-oficial de cavalaria inglês que disse ter cavalgado na última carga de cavalaria do exército britânico no Oriente Médio durante a Primeira Guerra Mundial . Ele foi o gerente do Dadanawa até 1965 e se aposentou na Inglaterra naquele ano.